# LGV Méditerranée
LGV Méditerranée — французька високошвидкісна залізнична лінія завдовжки 250 км, що прокладена між Сен-Марсель-ле-Валанс, Дром і Марселем, Буш-дю-Рон, а також сполученням з Нім, Гар (на захід від лінії) .
Лінія сполучає регіони Прованс — Альпи — Лазурний Берег та Окситанія з LGV Rhône-Alpes, а звідти з Ліоном та північчю Франції. Витрати на будівництво зросли до 3,8 млрд євро; лінію відкрито у червні 2001 року після інавгурації президента Жак Ширака. Початок роботи на цій лінії призвів до зміни відповідних ринків літаків і поїздів: час руху від Марселя до Парижа — 3 години (відстань понад 750 км).

## Станції
- TGV Валанс[en] у Сен-Марсель-ле-Валанс
- TGV Авіньйон[en] у Авіньйоні
- TGV Екс-ан-Прованс[en], розташована між Екс-ан-Прованс та аеропортом Марсель